# دهستان کرکس
دهستان کرکس نام دهستانی در بخش مرکزی شهرستان نطنز، استان اصفهان در ایران است. براساس سرشماری مرکز آمار ایران در سال ۱۳۸۵، جمعیت آن ۲۲۶۴ نفر (۷۸۱ خانوار) بوده‌است.